# ZB-60
ZB-60 — чехословацкий крупнокалиберный пулемёт времён Интербеллума и Второй мировой войны.

## История
ZB-60 разрабатывался компанией Zbrojovka Brno первоначально как автоматическая противотанковая пушка с возможностью применения по самолётам. Начавшейся в 1927—1928 гг. разработкой нескольких образцов в калибрах 13,4, 14,5 и 20 мм руководил Вацлав Холек. Исходно они работали на коротком откате ствола, будучи в остальном конструктивно схожими с ZB vz. 26, но в 1933 году было принято решение перейти и к оправдавшему себя на этом успешном ручном пулемёте газовому двигателю.
Около 1934 года чехословацкое военное ведомство изменило приоритеты в тактико-технических требованиях с противотанковой обороны на «противосамолётную» и попросило увеличить калибр 14-мм пулемёта до 15 мм. Компанией Škoda Holding для него был создан патрон 15 × 104 мм Брно с дульной энергией ~30 кДж, сделавшего его самым мощным пулемётом своего времени. В последующие годы разработчики тщетно пытались добиться характеристик, превосходящих 20-мм пушку «Эрликон», поэтому военное ведомство как Первой, так и впоследствии Второй Чехословацкой республики не спешило с приобретением пулемёта, и вплоть до германской оккупации Чехии в 1939 году ZB-60 так и не был принят на вооружение чехословацких вооружённых сил. Тем не менее в 1937 году пулемёт был запущен в серийное производство для инозаказчиков, и с 1938 года стал поставляться на экспорт.
Покупателями ZB-60 для своих вооружённых сил стали такие государства как Иран, Греция, Югославия. Например для последней компания Zbrojovka Brno поставила в 1938—1940 годах в общей сложности 477 пулемётов ZB-60, 129 из которых поступили в Королевские военно-морские силы Югославии. Британская компания Birmingham Small Arms приобрела лицензию на производство пулемёта под маркой BESA.
В годы Второй мировой войны, после германской оккупации Чехии в 1939 году, крупнокалиберный пулемёт ZB-60 продолжал производиться на заводах Zbrojovka Brno в Брно и Zbrojovka Praga в Праге для нужд вермахта, а также для вооружённых сил Словацкой республики — государства-сателлита нацистской Германии. Производимый в Протекторате Богемии и Моравии (бывшей Чехии) ZB-60 был принят на вооружение вермахта под обозначением 15 mm FlaMG 39 (t), сокр. от нем. 15 mm Flugabwehr-Maschinengewehr 1939 (tschechische) — 15-мм зенитный пулемёт 1939 года (чешский). Трофейные пулемёты ZB-60 бывшей Югославской королевской армии, захваченные в результате Югославской операции, получили в вермахте обозначение 15 mm FlaMG 490 (j), то есть (jugoslawische) — югославский.
После Второй мировой войны производство 15-мм пулемётов ZB-60 и BESA было прекращено.

## Описание
Автоматика основывалась на отводе пороховых газов и перекосе затвора, подобно автоматике пулемёта ZB-53. ZB-60 выпускался в танковом и пехотном вариантах. Пехотный мог быть на зенитном станке-треноге или на специальном колёсном станке (также треножном) со съёмными колёсами и двумя раздвижными станинами. Пулемёт обладал примечательной системой снижения отдачи: при выстреле ствол вместе со ствольной коробкой и затворной группой перемещался внутри корпуса, сжимая специальный буфер.
Питание патронами осуществлялось из нерассыпных металлических лент с открытым звеном, механизм подачи ленты в целом аналогичен пулемёту ZB-53.

## Галерея

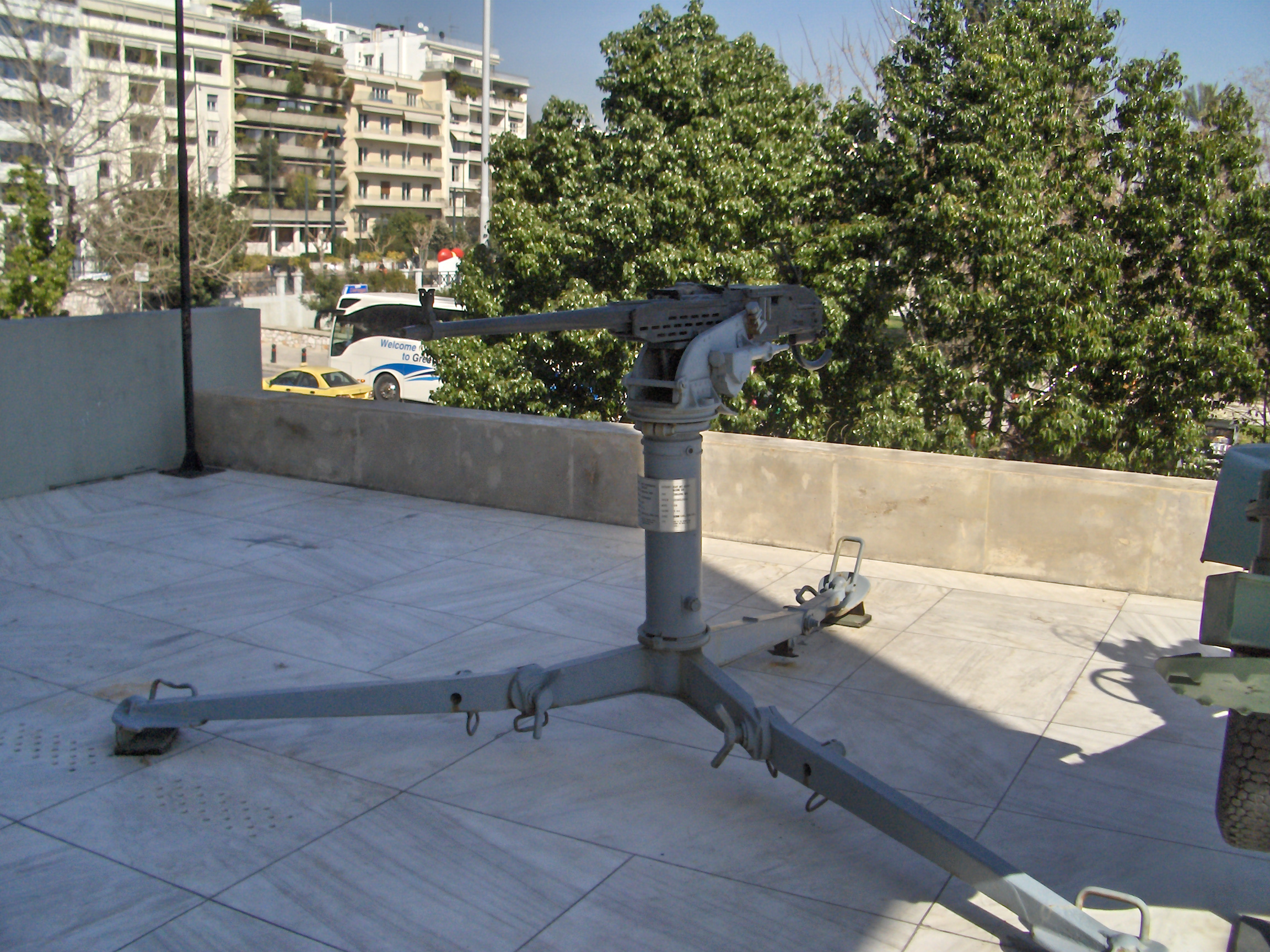
Пехотный ZB-60 на зенитном станке-треноге; Военный музей (Афины), 2008 год.
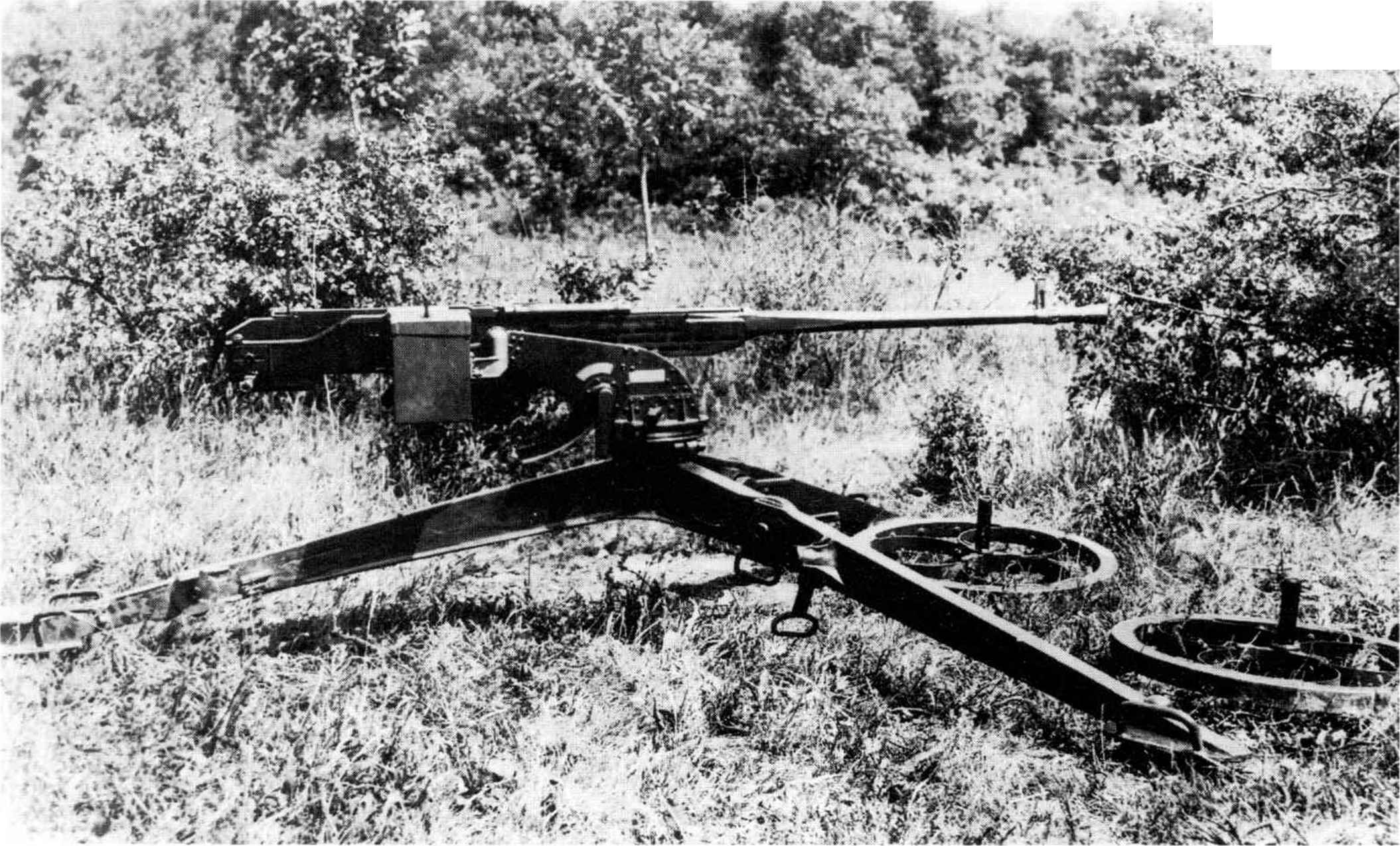
Пехотный ZB-60 на колёсном треножном станке в боевом положении (колёса сняты, станины разведены)
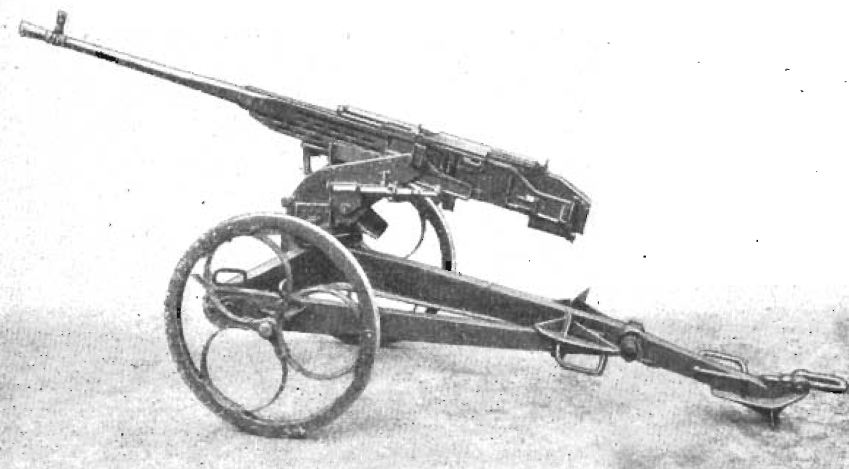
На югославском станке в походном положении
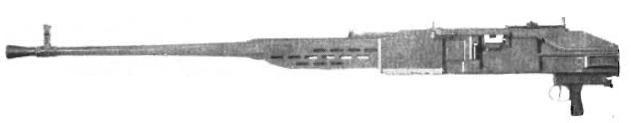
Тело танкового пулемёта 15 mm BESA